# Pece-patak (Miskolc)
A Pece-patak Miskolc északi területének vízgyűjtője, több ágból egyesült medre a Szinvába torkollik. Manapság jobbára csekély vízhozammal rendelkezik, de korábban szabályozatlansága miatt többször okozott károkat és árvizeket, mint a Szinva. A legsúlyosabb az 1878-as miskolci árvíz volt, amely a 19. századi Magyarország legtöbb halottat követelő áradása volt. A Pece medrei a belvárosban föld alatti csatornákban futnak.

## A Pece ágai
Miskolc belvárosától északra több, nagyjából észak-dél, északnyugat-délkelet irányú völgy helyezkedik el, ezekben „folynak” a Pece ágai. Történeti források hat Pece-ágról számolnak be: Bedegvölgyi ág (8480 m), Nagy ág (4600 m), Középső ág (2100 m), Bábonyi bérci ág (6800 m), Pápa- és Darvasvölgyi ág (2085 m), valamint a Forrásvölgyi ág (3000 m) – ma négy azonosítható. Vízgyűjtő területe 14 km².
A Pece-ágak időszakos jellegűek, vízfolyásoknak csak eső esetén nevezhetők, a vízgyűjtő területre hullott csapadék elvezetésére szolgálnak. Csapadék esetén viszont ma is jelentős mennyiségű vizet vezetnek el, ezért völgyzáró gátakat, illetve víztározókat helyeztek el a vonalukban. Állandó forrással sem rendelkeznek, bár leírás említi a Pallós-forrást, amelyből a Forrás-ág ered. A Pece főága (1. ág) a részben beépítetlen, részben zártkertes Bábonyibérc sor és a Galagonyás sor között halad északnyugat-délkeleti irányban – alsó szakaszán betonlapokból kialakított mederben –, és a Forrásvölgy és az Árok utca találkozásánál folyik bele az északi irányból érkező Forrás-ág. A Forrás-ág (2. ág) az Akasztó-bérc és a Bábonyi-bérc között, a Forrásvölgy és a Temető utca vonalán folyik, gyakorlatilag az utca árkában. A közös meder a Jókai Mór Református Általános Iskola mellett, föld alatti csatornában halad tovább, amely a Szinvaparknál csatlakozik be a Szinvába. Nyugat felé haladva, a következő Pece-ág (3. ág) a Bábonyi-bérc nyugati völgyében (Bábonyvölgy), a Kiskőbánya dűlő–Pacsirta utca vonalon folyik északnyugat-délkelet irányban, és a Major utcánál bújik a föld alá. A negyedik Pece-ág a következő, legnyugatibb völgyben folyik a Bandzsalgó dűlő–Napfürdő utca vonalon, és a Mátyás király utcánál találkozik a 3. számú ággal. 

## Történeti áttekintés
A Pece városba futó, már egyesült ágai közül – egy 1563-ban készült adólajstrom szerint – az Ó-Pece már a város akkori határán túl folyt bele a Szinvába. 1666-ban viszont arról lehet olvasni, hogy az Alvég északi oldala már az Ó-Pece folyásáig (a mai „hídházig”) beépült. Az Ó-Pece a korabeli Kisújváros–Alsó-Piac utcán át, az egykori Belegrád malom alatt vezetett a Szinvába. A 19. században mederrendezéssel az Ó-Pecét megszüntették, helyén épült a Széchenyi utca alsó szakasza (ez látható Domby István 1817-es térképén is, amit Marjalaki Kiss Lajos 1957-ben készült vázlata is igazol). A város központi területeire két Pece-ág folyt be: az egyik északról, a Fábián, Nagy-Fábián, Fazekas és Zárda utcát metszve (ennek a medernek a vonalán fut a Palóczy utca Deák téri szakaszáról induló, északról keleti irányba forduló keskeny Serbu Adolf utca), a másik északnyugatról, a Szent Anna-templom fölött érkezett a Tóth, a Palóczy és a Kossuth utcán át (a másik ág medrének a maradványa a Patak utca, amely a Palóczy utcáról indul a Szemere-kertnél, majd metszette a Kossuth utcát, és a Kossuth utcai házak végénél északi irányba fordult), és a két ág a Kossuth és a Déryné utca közötti területen, a mai Antall József tér északi végénél egyesült. Az Új-Pece innen a Zsinagóga északi oldalán, a mai Hősök tere déli részén és a Régiposta utcán át, telkek között, házak alatt folyt, majd a Széchenyi utca 117–121. után bukkant elő az Ady-hídnál, és innen már a régi mederben vezetett a Szinvába. Később, a 20. század első felében a Pecének ezt a szakaszát is befedték.
A Pece-pataknak, illetve ágainak nem volt állandó forrása, így állandó vize sem, az ágak ezért csupán a vízgyűjtő területre hullott csapadék elvezetésére szolgáltak. Ha azonban nem hullott eső, a medrek kiszáradtak, és nem tudták betölteni a szennyvízcsatorna szerepét, ami állandó fertőzésveszélyt jelentett. Nem meglepő ezek után, hogy a városrendezési tervek már a 19. század végétől több figyelmet szenteltek a Pecének, mint a Szinvának. A város belterületére érkező két nagy ággal kapcsolatban 1900–1910-re két elképzelés alakult ki. Az egyik szerint a Szinvából vezettek volna vizet a Pecébe, és azt hetente egy alkalommal mintegy átmosták volna. A másik tervezet a Pece zárt csatornába történő terelését tűzte ki célul, és végül ezt a tervet valósította mag a város. Ez ugyan nem ment túl gyorsan, mert a Palóczy utca, Hősök tere, Régiposta utca mederszakaszainak föld alá vezetése csak az 1960–70-es években valósult meg (ennek nyomát őrzi két, a Régiposta utca nyugati, Hősök tere felőli végén, illetve a Palóczy utca Deák tér felőli oldalán „ottmaradt” hídkorlát).
Az 1965 és 1990 közti városcímer négy hullámvonalából az egyik a Pecét jelképezi.

## Képek

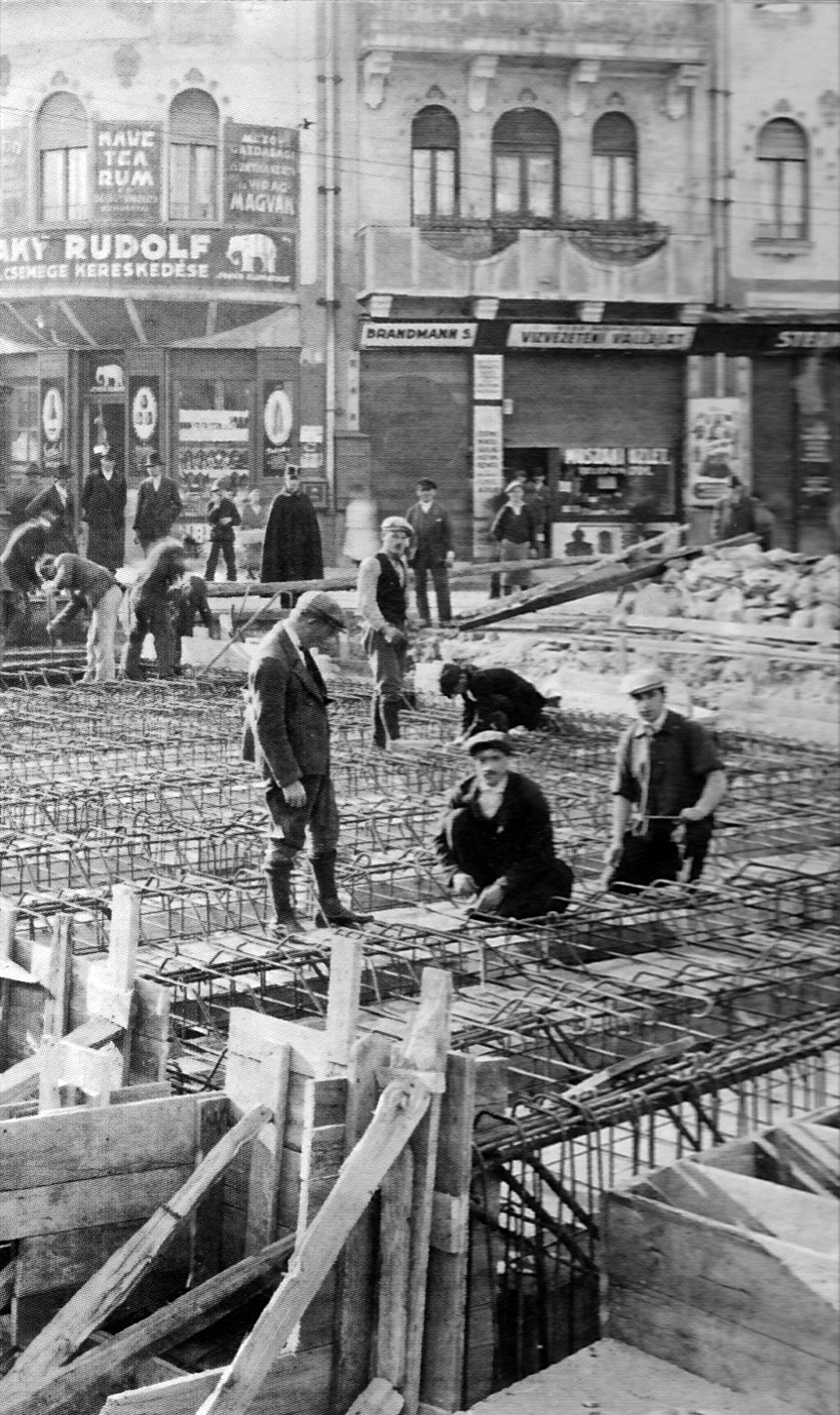
A Pece befedése az Ady-hídnál, 1911 körül
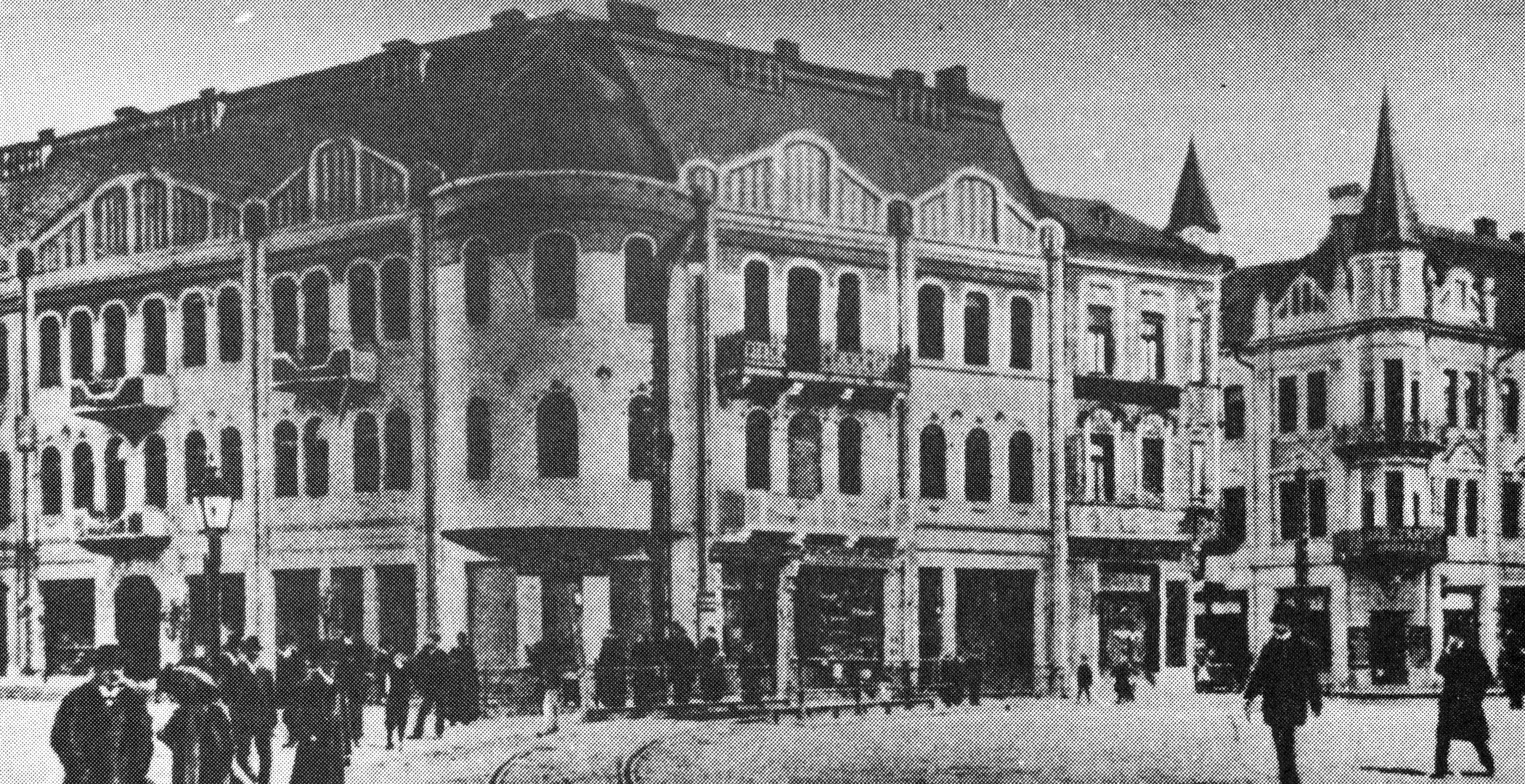
A Pecén átívelő Ady-híd a Singer-palota előtt
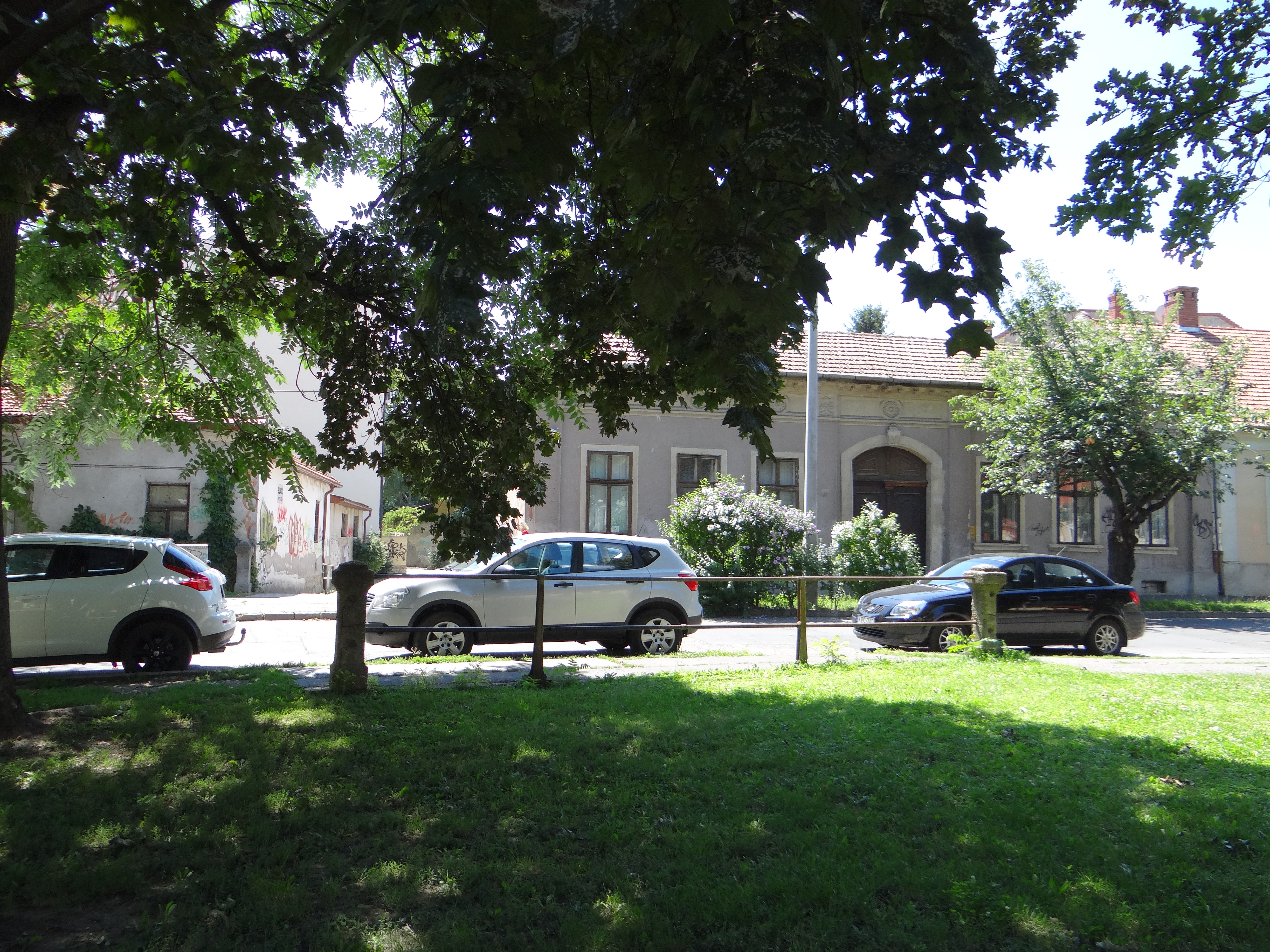
Az egykori Pece-híd megmaradt korlátja a Palóczy utcánál, a Deák tér felől
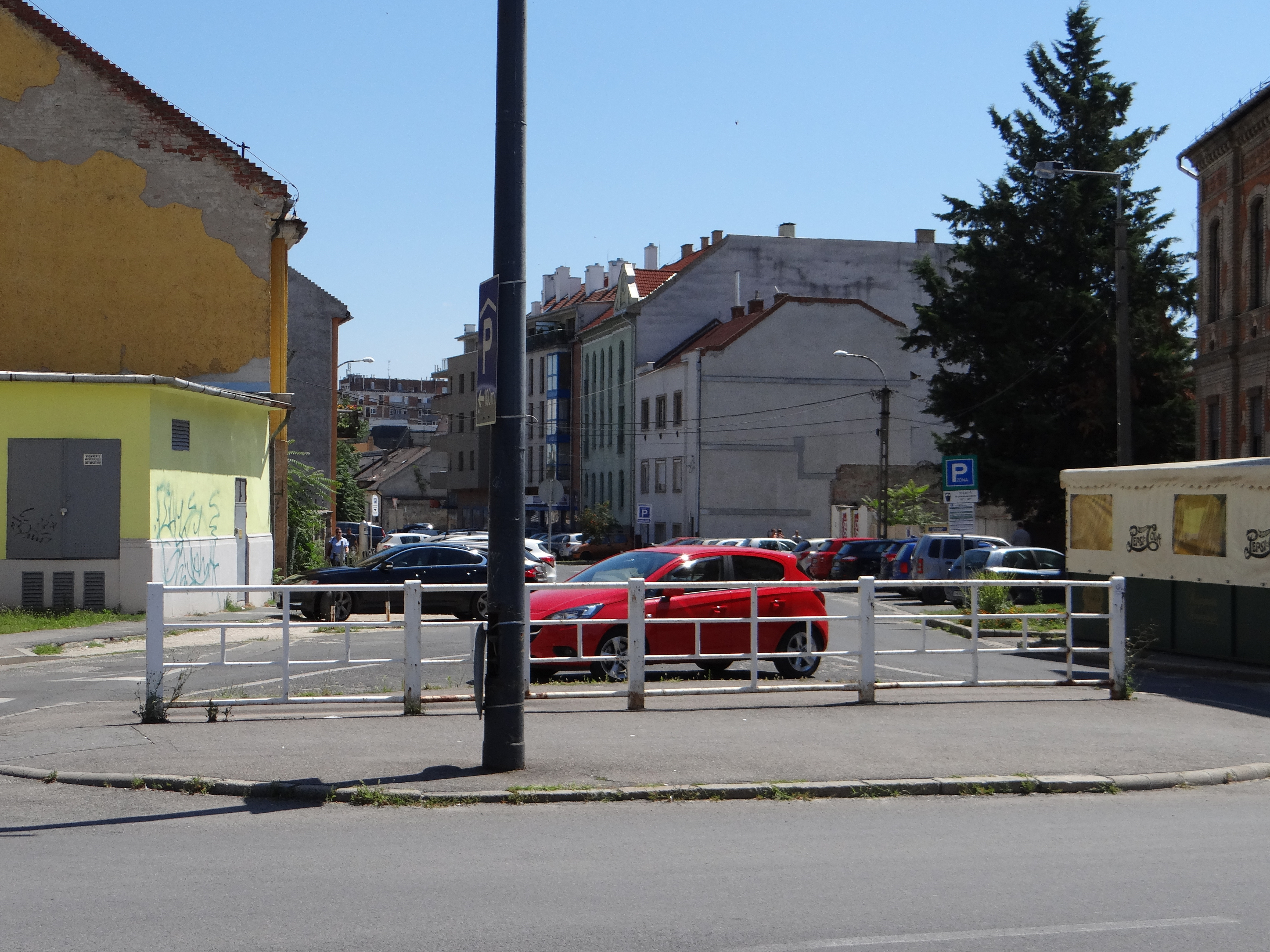
A Pecén emelt egykori „Vereshíd” korlátja a Régiposta utca nyugati végénél